# Tabellius Victor
Tabellius Victor (sein Praenomen ist nicht bekannt) war ein im 2. oder 3. Jahrhundert n. Chr. lebender Angehöriger der römischen Armee. Sein Name wurde auch als Titus Abellius (bzw. Abillius) Victor gelesen.
Durch eine Weihinschrift, die in Lauriacum gefunden wurde, ist belegt, dass Victor ein Princeps (höherrangiger Centurio) in der Legio II Italica war, die ihr Hauptlager in Lauriacum hatte.
Ein Centurio Tabellius Victor ist auch durch eine Inschrift belegt, die beim römischen Kastell Aesica gefunden wurde. Aus dieser Inschrift geht auch hervor, dass er eine vexillatio Gaesatorum Raetorum kommandiert hat (quorum curam agit). Laut Hans Petrovitsch ging Eric Birley von einer Identität der beiden aus. Falls dies zutrifft, dann wurde Tabellius Victor aus der Provinz Britannia nach Noricum zur Legio II Italica versetzt und zum Princeps befördert.

## Datierung
Die Inschrift aus Lauriacum wird bei der Epigraphik-Datenbank Clauss-Slaby auf 171/230 datiert. Hans Petrovitsch datiert sie auf Ende des 2. bzw. Anfang des 3. Jahrhunderts.